# Lumptibiella demagistrisi
Espèce
Lumptibiella demagistrisi est une espèce d'araignées aranéomorphes de la famille des Salticidae.

## Distribution
Cette espèce est endémique de la province de Buenos Aires en Argentine,. Elle se rencontre dans le partido de la Costa.

## Description
La carapace du mâle holotype mesure 2,08 mm de long sur 1,70 mm et l'abdomen 2,28 mm de long et la carapace de la femelle paratype mesure 1,90 mm de long sur 1,52 mm et l'abdomen 2,60 mm de long.

## Systématique et taxinomie
Cette espèce a été décrite par Rubio, Baigorria et Stolar en 2023.

## Étymologie
Cette espèce est nommée en l'honneur d'Alberto Antonio De Magistris.

## Publication originale
- Rubio, Baigorria & Stolar, 2023 : « Unveiling some unknown jumping spiders (Araneae: Salticidae) from Argentina: descriptions of seven new species. » Peckhamia, vol. 294.1, p. 1-22.